# Gymnasium Roth
Das Gymnasium Roth ist ein naturwissenschaftlich-technologisches und sprachliches Gymnasium im mittelfränkischen Roth bei Nürnberg.

## Geschichte
Die Geschichte des Gymnasiums Roth beginnt 1964 mit der Gründung einer Oberrealschule in Roth. Unter der Leitung des ersten Rektors Otto Haberzettl wird sie bereits im darauffolgenden Jahr zum „mathematisch-naturwissenschaftlichen Gymnasium“.
Schon 1966, zwei Jahre nach der Gründung, wird der „Verein der Freunde des Gymnasiums Roth e. V.“ ins Leben gerufen, der die Schule seither unterstützt. Weitere zwei Jahre später erfolgt die Genehmigung des neusprachlichen Zweigs als zusätzlicher Ausbildungsrichtung.
2004 entstand eine Mensa, die die Schüler mit warmen Mittagessen versorgt.
Seit dem Schuljahr 2009/10 bietet das Gymnasium Roth als eines von sieben mittelfränkischen Gymnasien die Einführungsklasse an, welche Absolventen der mittleren Reife ermöglicht, die 10. Klasse auf dem Gymnasium zu wiederholen und danach in die Oberstufe des Gymnasiums überzutreten. Während dieses Einführungsjahres müssen die Schüler eine zweite Fremdsprache, Französisch, nachlernen.
In den Jahren 2012 und 2013 wurde die Schule als „Europäische Umweltschule“ ausgezeichnet. Außerdem ist das Gymnasium seit 2012 „Deutsche Schachschule“ und seit 2013 „Basketball Stützpunktschule“, wobei man eng mit der SpVgg Roth und den Brose Baskets Bamberg zusammenarbeitet.
Als „Comenius-Schule“ tauschte sich das Gymnasium Roth in den Jahren 2013 bis 2015 mit Schulen in Opava und Racibórz unter dem Schlagwort „The beauty around us“ zu kulturellen Themen aus.
2019 begann die Grundsanierung des Hauptgebäudes. Es ist seit dem 29. April 2024 wieder in Betrieb. Die kleine Aula (Erweiterung) wird im direkten Anschluss ebenfalls grundsaniert. In dieser Zeit sind einige Klassenzimmer in Container verlagert.

## Zweige, Fächer und Ausbildungsrichtungen
Das Gymnasium Roth bietet unterschiedliche Ausbildungsrichtungen an. Englisch ist für alle Schüler verpflichtende erste Fremdsprache. In der 6. Jahrgangsstufe kann zwischen Latein und Französisch gewählt werden.
Zwischen dem sprachlichen und dem naturwissenschaftlichen Zweig entscheiden sich die Schüler in der 8. Jahrgangsstufe. Im sprachlichen Zweig wird als dritte Fremdsprache Spanisch angeboten, der naturwissenschaftliche Zweig legt den Schwerpunkt auf Physik, Chemie und Informatik.
Des Weiteren bietet die Schule Wahlunterricht an (Stand: Schuljahr 2014/15).
| Wahlfach                             | Klassen |
| ------------------------------------ | ------- |
| Chor: Oberstufe                      | 9–12    |
| Orchester                            | 6–12    |
| Big Band                             | 5–12    |
| Tutorenausbildung                    | 9       |
| Judo (Anfänger)                      | 5–7     |
| Judo (Fortgeschrittene)              | 6–9     |
| Fußball Jungen I/II                  | 5–7     |
| Basketball I/II                      | 7–10    |
| Golf                                 | 5–12    |
| Experimente antworten/Jugend forscht | 6–10    |
| Umwelt-AG                            | 5–10    |
| DELF (Französisch-Zertifikat)        | 10–11   |
| Theater: Unterstufe                  | 5–7     |
| Theater: Oberstufe                   | 10–12   |
| Schulschach                          | 5–10    |
| Deutsch für Hochbegabte              | 7       |
| Wettbewerb Mathematik I              | 5–7     |
| Wettbewerb Mathematik II             | 8–10    |
| Kunst-Station                        | 8–10    |
| Erste-Hilfe-Kurs                     | 10      |
| Veranstaltungstechnik                | 6–12    |

## Schulgebäude und technische Ausstattung
Das Gymnasium Roth bestand zunächst aus lediglich einem Gebäude, welches im Laufe der Jahre immer wieder erweitert wurde.
1971 schloss sich daran ein zweigeschossiger Anbau mit 14 Klassenzimmern, zwei Physik-Lehrsälen, zwei Physik-Übungssälen sowie Sammlungs- und Vorbereitungsräumen an. 1992 wurde der Neubau des Verwaltungstraktes, der dem Gebäude I vorgelagert ist, fertiggestellt. Seit 2006 verfügt das Gymnasium über eine Mensa mit 117 Sitzplätzen im Speisesaal. 2009 wurde zusätzlich zur Einfachturnhalle eine Zweifachturnhalle errichtet, nachdem das ehemalige Hallenbad, das sich an dieser Stelle befand, abgerissen werden musste. Um auch körperlich beeinträchtigten Schülern die Integration zu ermöglichen, gestaltete man 1990/91 die Schule weitgehend barrierefrei.

## Partnerschulen und Austausch
- England (Brentwood):

Im Herbst 1980 fand der erste Austausch mit der St. Martins School in Brentwood statt. Aufgrund einer langjährigen Partnerschaft zwischen der englischen Stadt und Roth trägt die Straße, in der das Gymnasium Roth angesiedelt ist, den Namen Brentwoodstraße.
Dieser Austausch ruht seit dem Schuljahr 2010/11.
- Polen (Ratibor):

Mit dem Gimnazjum Nr 3 im. Augustyna Weltzla in Racibórz entstand 2011 aus einem Projektseminar ein jährlicher kultureller Austausch für die 8. Jahrgangsstufe. Dass die Verbindung der Stadt Roth mit Ratibor eine lange Tradition hat, zeigt das markgräfliche Schloss in Roth, das nach der Stadt Ratibor benannt worden ist.
- Tschechien (Opava):

Ebenso wie bei der Partnerschaft mit Ratibor haben die Schüler der 10. Jahrgangsstufe seit 2011 die Möglichkeit, Schüler des Mendel-Gymnasiums (Mendelovo gymnázium) sowie die Stadt Opava besser kennenzulernen.
- Schweiz (Carouge):

Seit 2007 findet für die Schüler der 9. Jahrgangsstufe, die Französisch lernen, ein jeweils einwöchiger Austausch im September und im März statt.
- Frankreich (Clermont-Ferrand):

Die Schüler der 11. Klasse, die Französisch als Fach weiterführen, können an einem jeweils einwöchigen Austausch im Oktober und März mit dem Blaise-Pascal-Lyzeum (Lycée Blaise Pascal) aus Clermont-Ferrand teilnehmen.
- Volksrepublik China (Changzhou):

Im Rahmen eines weiteren Projektseminars im Schuljahr 2013/2014 fand der erste Kontakt mit der Xinqiao Middle School statt, was vor allem auf eine Initiative der heimischen Wirtschaft und der Stadt Roth zurückgeht und nur durch deren Unterstützung möglich ist. Der Austausch wird im Rahmen eines Projektseminars wenn möglich weitergeführt.

## Schulleben
Das Gymnasium Roth nimmt an folgenden Wettbewerben teil:
In der 5. und 6. Klasse gibt es den „Kängurutest“ (Mathematiktest), in der 6. Klasse den „Vorlesewettbewerb“ und in der 8. Klasse den „MOBy“ Test (Mathematikolympiade Bayern). Zudem haben die Schüler die Möglichkeit an „Jugend forscht“ und am „Internet-Teamwettbewerb Französisch“ teilzunehmen.
Man kann im Schach an hauseigenen Meisterschaften, Weihnachtsturnieren, den mittelfränkischen und den bayerischen Meisterschaften teilnehmen.
Im Wahlfach Fußball wird „Jugend trainiert für Olympia“ angeboten.
Es besteht die Möglichkeit im Judounterricht Gürtelprüfungen abzulegen und an Bezirkswettkämpfen teilzunehmen.

## Bekannte Absolventen des Gymnasiums Roth
- Franz Baader (1979), Professor für Informatik in Dresden
- Ralph Edelhäußer (1992), ehemaliger Bürgermeister der Stadt Roth und Mitglied des Bundestages
- Claudia Finger-Erben (1997), BR-Radiomoderatorin
- Anke Lindmeier (1998), Professorin für Didaktik der Mathematik am Leibniz-Institut für die Pädagogik der Naturwissenschaften und Mathematik in Kiel
- Felix Walchshöfer (2000), Organisator des Challenges Roth
- Angela Finger-Erben (2000), Fernsehmoderatorin und Journalistin bei RTL
- Martin Ammon (2001), Professor für Quantentheorie an der Uni Jena
- Christiane Spies (2001), Schriftstellerin
- Thomas Fersch (2005), Software Engineer bei Meta Platforms (vormals Facebook Inc.)
- Florian Stielper (2007), Good Weather Forecast, christl. Rock-/Pop-Band
- Sebastian Reinwand (2009), Langstreckenläufer und Triathlet
- Johannes Stielper (2009), Good Weather Forecast, christl. Rock-/Pop-Band
- David Stielper (2013), Good Weather Forecast, christl. Rock-/Pop-Band